# Старые Габы
Старые Габы (бел. Старыя Габы) — агрогородок в Мядельском районе Минской области Белоруссии, в составе Слободского сельсовета. До 2013 года был административным центром Старогабского сельсовета (упразднён в 2013 году). Население 280 человек (2009).

## География
Старые Габы находятся в 20 км к востоку от Мяделя на границе с Витебской областью. Деревню окружают мелиорационные каналы, из которых берёт начало река Узлянка (бассейн Немана). Через агрогородок проходит местная автомобильная дорога (Бояры — Задубенье). Ближайшая ж/д станция в Будславе (15 км к юго-востоку, линия Молодечно — Полоцк).

## Культура
- Историко-краеведческий музей ГУО "Старогабский учебно-педагогический комплекс детский сад-средняя школа"

## Достопримечательности

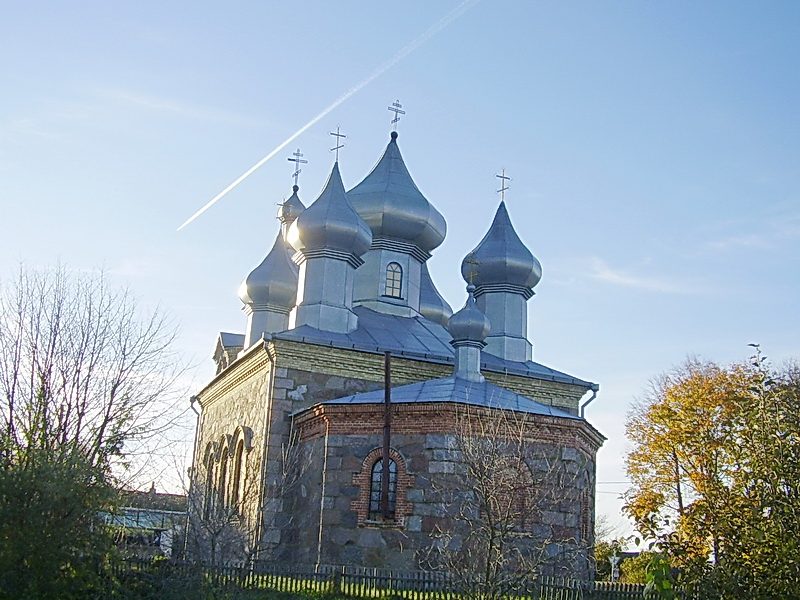
Церковь св. Николая

- Церковь св. НиколаяПравославная церковь св. Николая (1905) —  Историко-культурная ценность Республики Беларусь, шифр 613Г000459

- Памятник землякам, погибшим в Великой Отечественной войне